# 群马帕斯学园短期大学
群马帕斯学园短期大学（日语：／ Gumma Paz Gakuen Tanki Daigaku *）是过去一所位于日本群马县吾妻郡高山村的私立短期大学。

## 概要

### 简介
- 短期大学为于1998年开办[1]、由学校法人群马帕斯学园经营。招生到2004年、停办于2008年[2]。为男女同校从开办

### 历史
- 1998年 群马帕斯护理短期大学成立并同时设置一个学科即护理学科。
- 2001年 地区护理学专攻成立于专科[1]。
- 2002年 物理治疗学科[注 3]成立[1]。
- 2003年 新校园成立于高崎市[1]。
- 2004年 最后一年招生、次年停止招生（正式停办于2008年7月31日[2]）。

## 学校环境
- 高山校园:群马县吾妻郡高山村[注 1]
- 高崎校园:群马县高崎市[注 2]

## 组织

### 学科
- 护理学科
- 物理治疗学科[注 3]

### 专科
| - 地区护理学专攻 |

### 业余课程
| - 没有 |

## 相关链接
- 日本短期大学列表